# モーリス・マレシャル
モーリス・マレシャル（Maurice Maréchal, 1892年10月3日 - 1964年4月19日）は、フランス、ディジョン生まれのチェロ奏者。

## 生涯

### 生誕〜学生時代

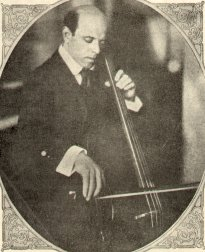
マレシャルが影響を受けたチェリストパブロ・カザルス (1922年)

1892年10月3日、フランスのディジョンに生まれる。父は郵便局員、母は音楽好きの校長であった。6歳よりピアノを始め、熱心に練習を重ねたが、間も無くチェロに転向し、アニュイエ教授に師事するようになった。10歳の頃には、ディジョン市立劇場の公開演奏会に出演し、聴衆を驚かせた。
1907年5月には、カルル・ダヴィドフの協奏曲第2番で一等賞を獲得して地元の音楽院を卒業し、パリへと移った。初めにルイ・フィヤールに師事し、優秀な成績でパリ音楽院に入学したのちは、チェロをジュール・ローブ、室内楽をルフェーブル、理論とオーケストラをポール・デュカスに師事した。また、当時同じくパリに住んでいたチェリストパブロ・カザルスにも大きな影響を受けたとされる。

### 活躍
1911年には一等賞を得て卒業し、副首席チェリストとしてコンセール・ラムルー管弦楽団に入団した。コンセール・ラムルー管弦楽団では、アルトゥール・ニキシュ、フェリックス・ワインガルトナー、リヒャルト・シュトラウスらの指揮のもとで演奏している。
しかし、第一次世界大戦が勃発するとマレシャルは徴兵され、4年間の軍隊生活を送ることになる。チェロを手にすることのできない戦地において、マレシャルは2人の戦友に頼み、弾薬箱でなんとかチェロのようなものを作ってもらい、負傷兵のための慰問演奏を行った。フォッシュ、ペタンといった連合国の将軍たちのサインも刻まれたこの「戦時のチェロ」は、マレシャル一家によりその後大切に保管され、1969年にパリ音楽院の博物館へと寄贈されている。また、戦時中には、マレシャルと同じくクロード・ドビュッシー を敬愛する作曲家・指揮者のアンドレ・カプレと友情を結んだ。
戦争が終結すると、マレシャルはアメリカ人のルイーズ・パーキンスと結婚し、パリに落ち着いた。その後はコンセール・ラムルー管弦楽団、パリ音楽院管弦楽団のソリストとして活躍するようになり、批評家たちから圧倒的な指示を得た。これ以降活躍の場が広がり、1922年には、尊敬するカザルスが主宰するパブロ・カザルス・オーケストラと共演し、コンサートマスターのエンリック・カザルス（パブロの兄弟）とブラームスの『ヴァイオリンとチェロのための二重協奏曲』を演奏した。さらに同年4月6日には、ヴァイオリニストのエレーヌ・ジュルダン＝モルアンジュとともにラヴェルの『ヴァイオリンとチェロのためのソナタ』の世界初演を行った。なお、本作はマレシャルに献呈されている。
さらに、友人アンドレ・カプレの『エピファニ』を初演したところ、指揮者のレオポルド・ストコフスキーに注目され、1926年に彼が指揮するフィラデルフィア管弦楽団と共演してアメリカデビューを果たした。これ以来、マレシャルの活動はヨーロッパ、アメリカ、東洋へと拡大していき、フランスの第一級のチェリストと目されるようになった。また、ピアニストのアルフレッド・コルトー、ヴァイオリニストのジャック・ティボーによるトリオとしても活躍した。
1935年10月30日に来日。名古屋市および東京市でコンサートが行われたほか、同年11月3日にはラジオ放送で演奏が流された。

### 第二次世界大戦の影響
1939年の長期のアメリカツアーが、第二次世界大戦勃発以前の最後の外国演奏旅行となってしまった。
パリが占領されると、マレシャルはパリを逃れて故郷のディジョンに行き、そこからマルセイユへと逃れた。家族はアメリカへと避難させたが、マレシャル自身はフランスに留まり、南フランスの諸都市で演奏を行いつつ、ラジオでの演奏も行った。また、1942年には、亡くなったジェラール・エッキングの跡を継いでパリ音楽院の教授となり、亡くなる前年の1963年まで務めた。
なお、レジスタンス運動に共感したマレシャルはドイツでの演奏を拒否し、ドイツ占領下のフランスの都市のラジオ放送にも参加しなかった。

### 戦後〜晩年
戦後は再びヨーロッパ全土での活動を展開したが、右腕の病気が悪化したため、活動は制限されるようになった。1950年にはコンセール・ラムルー管弦楽団と最後の共演を行い、レジオンドヌール勲章を授けられた。また、1957年には文化勲章が授与された。なお、生涯最後の演奏は1963年、マレシャルのチェロを作成していたマルク・ラベルトの追悼ミサにおいて行われた。
また、晩年には国際チェロコンクールの審査員を務めた。
1964年4月19日にパリにて没。故郷のディジョンに埋葬された。

## レパートリー

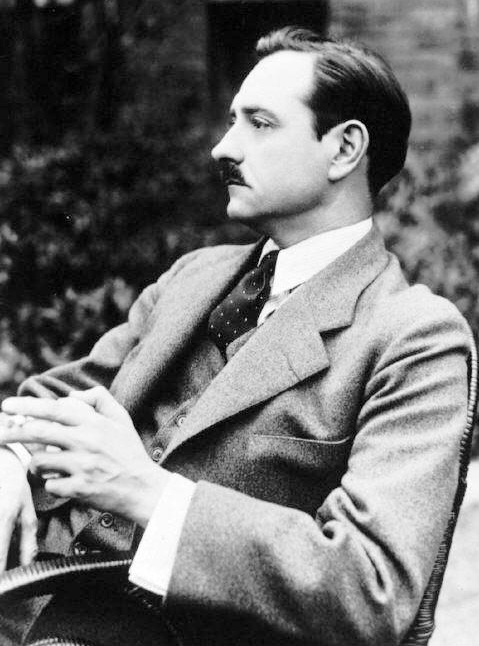
東京で過ごすマレシャル

同時代の作品を積極的に演奏しており、ラヴェルの『ヴァイオリンとチェロのためのソナタ』の世界初演を行ったほか、エルネスト・ブロッホのラプソディや、アルテュール・オネゲルの協奏曲なども演奏した。なお、オネゲルの協奏曲は1930年2月17日にボストンでマレシャルが世界初演を行っており、カデンツァ部分はマレシャル自身が作っている。他にも、1934年にパリで初演を行ったダリウス・ミヨーの協奏曲は、マレシャルに捧げられている。
また、演奏旅行で各地を訪れるなかで、当地の民族音楽に興味を抱くようになり、日本の作曲家たちの作品を研究したり、アジアの音楽家たちと交流を持ったりした。なお、来日した際には「日本のメロディ」というアルバムを録音している。

## 教育活動
弟子には倉田高、クリスティーヌ・ワレフスカらがいる。ワレフスカはマレシャルから「自分の感じるままに弾きなさい。たとえピアノと書いてあるパッセージでもフォルテで弾きたいと思ったら、ためらわず自分の直感の命じるままに弾きなさい。演奏している音楽に完全に身をゆだねて、自由な気持ちで弾きなさい」と言われたと回想している。
また、1962年に開催された第2回チャイコフスキー国際コンクールでは、審査委員長ムスティスラフ・ロストロポーヴィチ、グレゴール・ピアティゴルスキー、ガスパール・カサド、ピエール・フルニエ、スヴャトスラフ・クヌシェヴィツキー、ダニイル・シャフランらとともに、チェロ部門の審査員を務めた。
クラスでは、チェリストのポール・トルトゥリエが作曲した作品を取り上げることもあり、トルトゥリエ自身を招いて指導を頼むこともあった。なお、トルトゥリエはこのクラスでのちの配偶者となるチェリストのモード・マルタンと出会った

## 評価
ポール・トルトゥリエにチェロを教えたルイ・フィヤールは、より暖かい演奏をするよう生徒に指導する際に、しばしばマレシャルの名前を出した。